# Torno (Lousada)
Pour les articles homonymes, voir Torno.
Torno est une paroisse (freguesia) dans la municipalité de Lousada au Portugal.
Sa superficie est de 3,35 km2 et sa population égale à 2 452 habitants (2001).
La densité de population est de 731,9 hab/km2.